# هاسلروت
هاسلروت (به آلمانی: Hasselroth) یک شهر در آلمان است که در ماین-کینتسیگ واقع شده‌است. هاسلروت ۷٬۳۴۹ نفر جمعیت دارد.